# Il Voevoda (poema sinfonico)
Il Voevoda, Op. 78, è un poema sinfonico per orchestra, scritto da Pëtr Il'ič Čajkovskij nel 1891. Si basa sulla traduzione di Alexander Pushkin del poema di Adam Mickiewicz col medesimo nome. 
Čajkovskij iniziò a lavorare al brano nel settembre del 1890, contemporaneamente alla stesura finale della sua ultima opera lirica, Iolanta. La prima esecuzione avvenne a Mosca oltre un anno dopo, il 18 novembre 1891, sotto la direzione del compositore. 
Il compositore rimase profondamente insoddisfatto dal risultato dell'opera; già prima del debutto, aveva deciso che il livello della composizione era mediocre e iniziò a pensare di distruggerla. Dopo la prima esecuzione dichiarò: "Una tale spazzatura non avrebbe mai dovuto essere scritta" e il giorno successivo distrusse gli spartiti. Tuttavia, essi furono recuperati da Alexander Siloti e successivamente ricostruiti.
Nel poema si nota il primo utilizzo della celesta da parte del compositore: un successivo impiego di questo strumento, si ritrova nel famoso balletto Lo schiaccianoci, in particolare nella Danza della Fata Confetto. Tuttavia, Čajkovskij non fu il primo compositore ad utilizzare tale strumento: Ernest Chausson impiegò la celesta in una composizione per orchestra già nel 1888.